# توني ألفاريز
توني ألفاريز (بالإسبانية: Antonio Álvarez) هو لاعب كرة قاعدة ومغني وسياسي فنزويلي، ولد في 9 مايو 1979 في كاراكاس في فنزويلا. حزبياً، نشط في الحزب الاشتراكي الموحد الفنزويلي. وقد انتخب وزير Ministry of Popular Power for Youth and Sports ‏ (2014 – 2015).

## وصلات خارجية
- توني ألفاريز على موقع ميوزك برينز (الإنجليزية)
- توني ألفاريز على موقع ديسكوغز (الإنجليزية)
- توني ألفاريز على موقع دوري كرة القاعدة الرئيسي (الإنجليزية)
- توني ألفاريز على موقعبيزبول رفرنس.كوم (الدوري الرئيسي) (الإنجليزية)
- توني ألفاريز على موقعبيزبول رفرنس.كوم (الدوري الثانوي) (الإنجليزية)
- توني ألفاريز على موقع إي إس بي إن.كوم (أم.أل.بي) (الإنجليزية)
- توني ألفاريز على موقع مشجعي الرسوم البيانية (الإنجليزية)

- الموقع الرسمي